# Szeged KE
A Szeged KE (Szegedi Kosárlabda Egylet, korábban Szeged TE, Abcom Szeged, Szeviép Szeged vagy Mediteam Szeged) Szeged város kosárlabda-csapata, amely most az Amatőr Női NB Keleti csoportjában játszik. 2011-ig az NB1-ben szerepeltek, de pénzügyi okokra hivatkozva visszaléptek.

## A 2014/2015-ös szezon kerete
| Mezszám                  | Név                      | Poszt | Születési dátum | Magasság | \| Stábtag \| Pozíció \| \| ------------------------ \| ------------------------ \| \| Mészárosné Kovács Andrea \| vezetőedző \| \| Domokos Mihály \| elnök, utánpótlás-vezető \| |
|                          | Szabó Bettina            | 2     | 1992.02.18.     | 168 cm   | \| Stábtag \| Pozíció \| \| ------------------------ \| ------------------------ \| \| Mészárosné Kovács Andrea \| vezetőedző \| \| Domokos Mihály \| elnök, utánpótlás-vezető \| |
|                          | Szöllősy Fanni           | 1-2   | 1997.05.22.     | 170 cm   | \| Stábtag \| Pozíció \| \| ------------------------ \| ------------------------ \| \| Mészárosné Kovács Andrea \| vezetőedző \| \| Domokos Mihály \| elnök, utánpótlás-vezető \| |
|                          | Mészáros Vivien          | 2     | 1991.11.27.     | 175 cm   | \| Stábtag \| Pozíció \| \| ------------------------ \| ------------------------ \| \| Mészárosné Kovács Andrea \| vezetőedző \| \| Domokos Mihály \| elnök, utánpótlás-vezető \| |
|                          | Fodor Franciska          |       | 1997.07.09.     |          | \| Stábtag \| Pozíció \| \| ------------------------ \| ------------------------ \| \| Mészárosné Kovács Andrea \| vezetőedző \| \| Domokos Mihály \| elnök, utánpótlás-vezető \| |
|                          | Kecskés Fanny            | 3-4   | 1994.07.22.     | 176 cm   | \| Stábtag \| Pozíció \| \| ------------------------ \| ------------------------ \| \| Mészárosné Kovács Andrea \| vezetőedző \| \| Domokos Mihály \| elnök, utánpótlás-vezető \| |
|                          | Martonosi Zita           | 2     | 1991.03.17.     | 170 cm   | \| Stábtag \| Pozíció \| \| ------------------------ \| ------------------------ \| \| Mészárosné Kovács Andrea \| vezetőedző \| \| Domokos Mihály \| elnök, utánpótlás-vezető \| |
|                          | Kőházi Fanni             | 2-3   | 1995.09.06.     | 168 cm   | \| Stábtag \| Pozíció \| \| ------------------------ \| ------------------------ \| \| Mészárosné Kovács Andrea \| vezetőedző \| \| Domokos Mihály \| elnök, utánpótlás-vezető \| |
|                          | Barabás Dorina           |       | 1993.09.25.     |          | \| Stábtag \| Pozíció \| \| ------------------------ \| ------------------------ \| \| Mészárosné Kovács Andrea \| vezetőedző \| \| Domokos Mihály \| elnök, utánpótlás-vezető \| |
|                          | Zsíros Líza              |       | 1993.12.05.     |          | \| Stábtag \| Pozíció \| \| ------------------------ \| ------------------------ \| \| Mészárosné Kovács Andrea \| vezetőedző \| \| Domokos Mihály \| elnök, utánpótlás-vezető \| |
|                          | Boros Eszter             | 1     | 1996.04.12.     | 166 cm   | \| Stábtag \| Pozíció \| \| ------------------------ \| ------------------------ \| \| Mészárosné Kovács Andrea \| vezetőedző \| \| Domokos Mihály \| elnök, utánpótlás-vezető \| |
|                          | Lugosi Lilla             | 4     | 1997.01.09.     | 171 cm   | \| Stábtag \| Pozíció \| \| ------------------------ \| ------------------------ \| \| Mészárosné Kovács Andrea \| vezetőedző \| \| Domokos Mihály \| elnök, utánpótlás-vezető \| |
|                          | Radócz Fanni             | 3-4   | 1999.05.21.     | 183 cm   | \| Stábtag \| Pozíció \| \| ------------------------ \| ------------------------ \| \| Mészárosné Kovács Andrea \| vezetőedző \| \| Domokos Mihály \| elnök, utánpótlás-vezető \| |
|                          | Soós Réka                | 4-5   | 1999.10.22.     | 183 cm   | \| Stábtag \| Pozíció \| \| ------------------------ \| ------------------------ \| \| Mészárosné Kovács Andrea \| vezetőedző \| \| Domokos Mihály \| elnök, utánpótlás-vezető \| |
|                          | Nagy Lili                |       | 1997.02.18.     |          | \| Stábtag \| Pozíció \| \| ------------------------ \| ------------------------ \| \| Mészárosné Kovács Andrea \| vezetőedző \| \| Domokos Mihály \| elnök, utánpótlás-vezető \| |
|                          | Horváth Zsanett          |       | 1998.07.31.     |          | \| Stábtag \| Pozíció \| \| ------------------------ \| ------------------------ \| \| Mészárosné Kovács Andrea \| vezetőedző \| \| Domokos Mihály \| elnök, utánpótlás-vezető \| |
|                          | Sárközi Viktória         |       | 1998.03.30.     |          | \| Stábtag \| Pozíció \| \| ------------------------ \| ------------------------ \| \| Mészárosné Kovács Andrea \| vezetőedző \| \| Domokos Mihály \| elnök, utánpótlás-vezető \| |
|                          | Tóth Cecilia             | 3     | 1990.02.24.     | 176 cm   | \| Stábtag \| Pozíció \| \| ------------------------ \| ------------------------ \| \| Mészárosné Kovács Andrea \| vezetőedző \| \| Domokos Mihály \| elnök, utánpótlás-vezető \| |
|                          | Jáhni Zsófia             | 4     | 1999.11.21.     | 187 cm   | \| Stábtag \| Pozíció \| \| ------------------------ \| ------------------------ \| \| Mészárosné Kovács Andrea \| vezetőedző \| \| Domokos Mihály \| elnök, utánpótlás-vezető \| |
|                          | Földi Alexandra          | 3-4   | 1993.03.04.     | 178 cm   | \| Stábtag \| Pozíció \| \| ------------------------ \| ------------------------ \| \| Mészárosné Kovács Andrea \| vezetőedző \| \| Domokos Mihály \| elnök, utánpótlás-vezető \| |
|                          | Bakos Petra              | 2-3   | 1999.11.29.     | 175 cm   | \| Stábtag \| Pozíció \| \| ------------------------ \| ------------------------ \| \| Mészárosné Kovács Andrea \| vezetőedző \| \| Domokos Mihály \| elnök, utánpótlás-vezető \| |
| Stábtag                  | Pozíció                  |       |                 |          | |
| Mészárosné Kovács Andrea | vezetőedző               |       |                 |          | |
| Domokos Mihály           | elnök, utánpótlás-vezető |       |                 |          | |